# Волонтёрский фандрайзинг
Волонтёрский фандра́йзинг (фандрейзинг; англ. friendraising, peer to peer fundraising) — стратегия сбора средств, осуществляемая через личные связи существующих сторонников организации. Зачастую фандрайзинг совершается через участие в крупных событиях, таких как благотворительные марафоны и концерты. Главной целью волонтёрского фандрайзинга является создание и расширение сети доноров НКО, построенной на дружеской коммуникации.
Классическими примерами волонтёрского фандрайзинга в мире можно назвать Movember, Ice Bucket Challenge, Sleep out, Race for Life.

## Описание явления
Волонтёрский фандрайзинг является одним из видов краудфандинга. Существуют три основных типа волонтёрского фандрайзинга: кампании по привлечению денег, частное мероприятие, челлендж. Сбор основан на стратегии сетевого маркетинга — деньги на реализацию проектов и программ приносят специально обученные волонтёры. В отличие от классических вариантов привлечения средств, в волонтёрском фандрайзинге НКО занимает координирующую позицию, а не выступает в роли сборщика. Участниками становятся друзья и знакомые волонтёров, что позволяет значительно расширить сеть доноров организации. Большинство акций подразумевают активное участие и направлены на «преодоление», что позволяет увеличить количество пожертвований за счёт чувств поддержки и сопереживания. Также большую роль на сбор пожертвований оказывает отношения организации с волонтёрам: чем больше участники идентифицируют себя с благотворительными целями, имеют автономию в действиях и участвуют в делах НКО, тем выше эффективность сборов.
НКО начали внедрять метод волонтёрского фандрайзинга начиная с 1990 годов. Одной из первых акций того времени был проведённый в 1998 году Трёхдневный марафон против рака груди, организованный активистом Дэном Паллота совместно с компанией Avon. Другими крупнейшими проектами считаются Марш ради детей и Эстафета ради жизни, проводимая Американским онкологическим обществом. За всё время проведения Эстафеты было собрано около 5 миллиардов долларов, направленных на исследования по изучению рака.
С развитием интернет-технологий, НКО начали использовать социальные сети для распространения информации, что позволило значительно увеличить количество участников акций. Исследователи полагают, что существует прямая корреляция между размером совершённого пожертвования и желанием человека делиться информацией об акции в интернете.
Сбор средств с помощью волонтёров считается одной из самых эффективных фандрайзинговых стратегий. Одной из причиной высокой эффективности также считается развитое чувство индивидуальной ответственности у доноров, жертвующих на акцию по просьбе друзей или знакомых. Главными достоинствами подобного метода для сбора средств являются минимальный затрат ресурсов со стороны НКО, а также простота распространения и агитации события через личные связи. Проведённое в 2013 году в США исследование показало, что более 18 % от всех благотворительных средств были собраны через метод волонтёрского фандрайзинга. Средняя сумма пожертвования может быть минимальной, однако финансовый результат получается высоким по причине вовлечения друзей и знакомых большого количества волонтёров.

## Разновидность
Одним из видов волонтёрского фандрайзинга является Do-it-yourself (DIY; с англ. — «сделай это сам»). В благотворительных акциях, организованных по методу DIY, волонтёры самостоятельно запускают события для сбора пожертвований, а вырученные от мероприятия деньги идут в выбранный фонд.
Главное отличие методов DIY от классического волонтёрского фандрайзинга заключается в том, что кампания по сбору средств организуется и инициируется сторонником или волонтёром. Как правило, акции DIY создаются вокруг частного мероприятия, имеющего непосредственное отношение к жизни организатора. Популярными форматами DIY мероприятий являются продажа выпечки, приглашение друзей на просмотр кино, празднование памятной даты или семейного события, тематическая вечеринка, фандрайзинговый ужин, турнир.
Примерами DIY фандрайзинга можно назвать международные акции:
- Kidney Nation — платформа для организации собственного благотворительного события, вырученные средства от которого идут на исследование болезней почек и мочеполовой системы[18].
- Champions for the poor — частная фандрайзинговая программа, помогающая волонтёрам создать собственную интернет страницу и собрать деньги для бедного населения стран Карибского бассейна и Латинской Америки[19]
- Make fun matter — средства от вырученных средств, направленных на частные развлечения, идут в Детский фонд Рональда Макдональда[20].

## Ситуация в России
По данным 2016 года, в России 25 % НКО использовали сбор средств через привлечение волонтёров. Согласно исследованиям ВЦИОМ, проведённым в 2017 году, около 70 % респондентов не знают или не знакомы ни с одной благотворительной организацией и предпочитают оказывать помощь напрямую, а не действовать через профильные организации. В таких случаях метод волонтёрского фандрайзинга позволяет распространять информацию об организации и стимулировать доверие донора при помощи дружеской рекомендации.
Большинство представленных в России фандрайзинговых платформ делятся на два типа. Первые собирают средства для одного фонда, такие как «Друзья фонда „Подари жизнь“» и «Ура!событие». Вторые предлагают пользователям собирать средства для одного из нескольких проверенных фондов на выбор. Примерами таких платформ являются сайты «Пользуясь случаем», «Сделай», «Добрый день» и другие. По исследованию фонда КАФ, на 2017 год в России существовало несколько платформ для волотнёрского фандрайзинга: «Благо.ру», Planeta.ru, Boomstarter, Добро.Mail.Ru, фонд «Нужна помощь» и их платформа «Пользуясь случаем», проекты Qiwi #надобро и ВСЕМ, «Сделай!», Meet for Charity, «Сбербанк Вместе», «Один + Один», Dreamo. Например, «Пользуясь случаем» использует футболист Сергей Игнашевич, который проводит ежегодный благотворительный турнир. Форма регистрации открыта для всех желающих и представляет собой платформу волонтёрского фандрайзинга, через которую друзья и знакомые участника могут поддержать фонд.
Крупные волонтёрские проекты
- «Безумное Чаепитие» — ежегодное мероприятие, организованное фондом «Подари жизнь» в помощь детям[31]. Участники акции устраивают чаепития, во время которого собираются деньги в пользу подопечных фонда. Первое мероприятие прошло в 2014 году, в нём поучаствовали участники шестидесяти двух городов России и 15 стран мира, включая Доминиканскую республику и Китай. Общая сумма собранных средств составила 4 227 166 рублей 10 копеек[32][33].
- «Дети вместо цветов» — акция фонда помощи хосписам Вера. Участники акции отправляют деньги на благотворительность вместо покупки цветов учителям на 1 сентября. Всего в фонд поступило 9795 заявок на участие из 409 населённых пунктов России, США, Египта, Нидерландов, Литвы, Болгарии, Израиля, Швейцарии, Румынии, Беларуси и Чехии. В 2017 году в акции было собрано 52 000 000 рублей[34]. Все средства пошли на поддержку подопечных детского хосписа «Дом с маяком» и фонда «Вера»[35].
- «Милосердие на бегу» — забег, организованный совместно с Московским марафоном. Участники собирают средства для подопечных православного фонда «Милосердие»[36][37].
- «Бегущие сердца» — благотворительный забег Сбербанка совместно с фондом «Обнажённые сердца». В забеге принимают участие известные представители культуры и спорта[1].
- «Женское дело» — акция фонда «Нужна помощь», приуроченная к Международному женскому дню. Участникам была предоставлена возможность самостоятельно организовать благотворительное событие и поддержать проекты: «Женщины за развитие» (помощь женскому населению Северного Кавказа ставшими жертвами домашнего или любого другого насилия), «Женское здоровье» (психологическая поддержка женщин, переживших Рак молочной железы), «Зеленый светофор» (помощь бездомным женщинам Хабаровского края, «Территория семьи» (помощь матерям в трудной жизненной ситуации); «Такие дела» (медиа-портал также занимающийся сбором пожертвований для всех проектов)[38].
- «Забег Дедов Морозов» — ежегодный благотворительный забег, проводимый фондом помощи хосписам «Вера». Все вырученные средства идут на помощь паллиативным больным[39].
- «Плюшки Ватрушки» — ежегодный фестиваль в стиле DIY для поддержки детей с особенностями развития. Организован фондом «Волонтёры в помощь детям сиротам»[40].
- «Благотворительный Фестиваль Шарлотки» — ежегодная интернет-акция DIY, участники которой пекут яблочный пирог и организовывают чаепитие, собранную сумму от которого отправляют на счёт фонда помощи онкобольным детям Воронежской области «ДоброСвет»[41].